# National League 2021-2022 (Inghilterra)
La National League 2021-2022, conosciuta anche con il nome di Vanarama National League per motivi di sponsorizzazione, è stata la 43ª edizione del campionato inglese di calcio di quinta divisione, nonché il 18º con il formato attuale.

## Stagione

### Formula
In conseguenza del ritorno a 24 squadre, previsto per il 2022-2023, le retrocessioni, in questa stagione, sono tre anziché quattro.

## Squadre partecipanti
| Squadra              | Città                | Stadio                  | Stagione precedente                     |
| -------------------- | -------------------- | ----------------------- | --------------------------------------- |
| Aldershot Town       | Aldershot            | Recreation Ground       | 15º posto in National League            |
| Altrincham           | Altrincham           | Moss Lane               | 17º posto in National League            |
| Barnet               | Londra (High Barnet) | The Hive Stadium        | 22º posto in National League            |
| Boreham Wood         | Borehamwood          | Meadow Park             | 14º posto in National League            |
| Bromley              | Londra (Bromley)     | Hayes Lane              | 7º posto in National League             |
| Chesterfield         | Chesterfield         | Proact Stadium          | 6º posto in National League             |
| Dagenham & Redbridge | Londra (Dagenham)    | Victoria Road           | 12º posto in National League            |
| Dover Athletic       | Dover                | Crabble Athletic Ground | Ritirato dal campionato                 |
| Eastleigh            | Eastleigh            | Ten Acres               | 9º posto in National League             |
| Grimsby Town         | Grimsby              | Blundell Park           | 24º posto in EFL League Two, retrocesso |
| Halifax Town         | Halifax              | The Shay                | 10º posto in National League            |
| King's Lynn Town     | King's Lynn          | The Walks               | 21º posto in National League            |
| Maidenhead United    | Maidenhead           | York Road               | 13º posto in National League            |
| Notts County         | Nottingham           | Meadow Lane             | 5º posto in National League             |
| Solihull Moors       | Solihull             | Damson Park             | 11º posto in National League            |
| Southend United      | Southend-on-Sea      | Roots Hall              | 23º posto in EFL League Two, retrocesso |
| Stockport County     | Stockport            | Edgeley Park            | 3º posto in National League             |
| Torquay United       | Torquay              | Plainmoor               | 2º posto in National League             |
| Wealdstone           | Londra (Ruislip)     | Grosvenor Vale          | 19º posto in National League            |
| Weymouth             | Weymouth             | Bob Lucas Stadium       | 18º posto in National League            |
| Woking               | Woking               | Kingfield Stadium       | 20º posto in National League            |
| Wrexham              | Wrexham              | Racecourse Ground       | 8º posto in National League             |
| Yeovil Town          | Yeovil               | Huish Park              | 16º posto in National League            |

## Classifica finale
|  | Pos. | Squadra              | Pt | G  | V  | N  | P  | GF | GS  | DR  |
|  | ---- | -------------------- | -- | -- | -- | -- | -- | -- | --- | --- |
|  | 1.   | Stockport County     | 94 | 44 | 30 | 4  | 10 | 87 | 38  | +49 |
|  | 2.   | Wrexham              | 88 | 44 | 26 | 10 | 8  | 91 | 46  | +45 |
|  | 3.   | Solihull Moors       | 87 | 44 | 25 | 12 | 7  | 83 | 45  | +38 |
|  | 4.   | Halifax Town         | 84 | 44 | 25 | 9  | 10 | 62 | 35  | +27 |
|  | 5.   | Notts County         | 82 | 44 | 24 | 10 | 10 | 81 | 52  | +29 |
|  | 6.   | Grimsby Town         | 77 | 44 | 23 | 8  | 13 | 68 | 46  | +22 |
|  | 7.   | Chesterfield         | 74 | 44 | 20 | 14 | 10 | 69 | 51  | +18 |
|  | 8.   | Dag & Red            | 73 | 44 | 22 | 7  | 15 | 80 | 53  | +27 |
|  | 9.   | Boreham Wood         | 67 | 44 | 18 | 13 | 13 | 49 | 40  | +9  |
|  | 10.  | Bromley              | 67 | 44 | 18 | 13 | 13 | 61 | 53  | +8  |
|  | 11.  | Torquay Utd          | 66 | 44 | 18 | 12 | 14 | 66 | 54  | +12 |
|  | 12.  | Yeovil Town          | 59 | 44 | 15 | 14 | 15 | 43 | 46  | -3  |
|  | 13.  | Southend Utd         | 58 | 44 | 16 | 10 | 18 | 45 | 61  | -16 |
|  | 14.  | Altrincham           | 55 | 44 | 15 | 10 | 19 | 62 | 69  | -7  |
|  | 15.  | Woking               | 53 | 44 | 16 | 5  | 23 | 59 | 61  | -2  |
|  | 16.  | Wealdstone           | 53 | 44 | 14 | 11 | 19 | 51 | 65  | -14 |
|  | 17.  | Maidenhead Utd       | 51 | 44 | 13 | 12 | 19 | 48 | 67  | -19 |
|  | 18.  | Barnet               | 50 | 44 | 13 | 11 | 20 | 59 | 89  | -30 |
|  | 19.  | Eastleigh            | 46 | 44 | 12 | 10 | 22 | 52 | 74  | -22 |
|  | 20.  | Aldershot Town       | 43 | 44 | 11 | 10 | 23 | 46 | 73  | -26 |
|  | 21.  | King's Lynn Town     | 34 | 44 | 8  | 10 | 26 | 47 | 79  | -32 |
|  | 22.  | Weymouth             | 28 | 44 | 6  | 10 | 28 | 40 | 88  | -48 |
|  | 23.  | Dover Athletic (-12) | 1  | 44 | 2  | 7  | 35 | 37 | 101 | -64 |

Legenda:
      Promosso in EFL League Two 2022-2023.
  Partecipa ai play-off.
      Retrocesso in National League North 2022-2023.
      Retrocesso in National League South 2022-2023.
Regolamento:
Tre punti a vittoria, uno a pareggio, zero a sconfitta.
In caso di arrivo di due o più squadre a pari punti, la graduatoria verrà stilata secondo i seguenti criteri:
- differenza reti
- maggior numero di gol segnati
- maggior numero di vittorie
- classifica avulsa

Note:

Il Dover Athletic è stato sanzionato con 12 punti di penalizzazione per essersi ritirato dal precedente campionato.

## Spareggi

### Play-off

#### Tabellone
|  | Quarti di finale | Quarti di finale   | Quarti di finale |                    |                    | Semifinali         | Semifinali | Semifinali |  |  | Finale | Finale | Finale |  |
|  |                  |                    |                  |                    |                    |                    |            |            |  |  |        |        |        |  |
|  |                  |                    |                  |                    |                    | 2                  | Wrexham    | 4          |  |  |        |        |        |  |
|  |                  |                    |                  |                    |                    | 2                  | Wrexham    | 4          |  |  |        |        |        |  |
|  |                  |                    |                  | Grimsby Town (dts) | 5                  |                    |            |            |  |  |        |        |        |  |
|  | 5                | Notts County       | 1                | Grimsby Town (dts) | 5                  |                    |            |            |  |  |        |        |        |  |
|  | 5                | Notts County       | 1                |                    |                    |                    |            |            |  |  |        |        |        |  |
|  | 6                | Grimsby Town (dts) | 2                |                    |                    |                    |            |            |  |  |        |        |        |  |
|  | 6                | Grimsby Town (dts) | 2                |                    | Grimsby Town (dts) | Grimsby Town (dts) | 2          |            |  |  |        |        |        |  |
|  |                  |                    |                  |                    |                    |                    |            |            |  |  |        |        |        |  |
|  |                  |                    | Solihull Moors   | Solihull Moors     | 1                  |                    |            |            |  |  |        |        |        |  |
|  |                  |                    |                  | Solihull Moors     | 1                  |                    |            |            |  |  |        |        |        |  |
|  |                  |                    |                  |                    |                    |                    |            |            |  |  |        |        |        |  |
|  |                  |                    |                  |                    |                    |                    |            |            |  |  |        |        |        |  |
|  |                  | 3                  | Solihull Moors   | 3                  |                    |                    |            |            |  |  |        |        |        |  |
|  |                  |                    |                  | 3                  |                    |                    |            |            |  |  |        |        |        |  |
|  |                  |                    |                  | Chesterfield       | 1                  |                    |            |            |  |  |        |        |        |  |
|  | 4                | Halifax Town       | 1                | Chesterfield       | 1                  |                    |            |            |  |  |        |        |        |  |
|  | 4                | Halifax Town       | 1                |                    |                    |                    |            |            |  |  |        |        |        |  |
|  | 7                | Chesterfield       | 2                |                    |                    |                    |            |            |  |  |        |        |        |  |

#### Quarti di finale
|              | Risultati |              | Luogo e data               |
| ------------ | --------- | ------------ | -------------------------- |
| Notts County | 1-2 (dts) | Grimsby Town | Nottingham, 23 maggio 2022 |
| Halifax Town | 1-2       | Chesterfield | Halifax, 24 maggio 2022    |
|              |           |              |                            |

#### Semifinali
|                | Risultati   |              | Luogo e data             |
| -------------- | ----------- | ------------ | ------------------------ |
| Wrexham        | 4 - 5 (dts) | Grimsby Town | Wrexham, 28 maggio 2022  |
| Solihull Moors | 3 - 1       | Chesterfield | Solihull, 29 maggio 2022 |
|                |             |              |                          |

#### Finale
|              | Risultati |                | Luogo e data                           |
| ------------ | --------- | -------------- | -------------------------------------- |
| Grimsby Town | 2-1 (dts) | Solihull Moors | Londra (London Stadium), 5 giugno 2022 |
|              |           |                |                                        |